# Ludwik Hirszfeld
Ludwik Hirszfeld   (Varsòvia, 5 d'agost de 1884 - Breslau, 7 de març de 1954) va ser un microbiòleg i seròleg polonès. És considerat el co-descobridor de l'herabilitat del grup sanguini ABO. Era cosí del matemàtic Aleksander Rajchman, i del bacteriòleg Ludwik Rajchman.

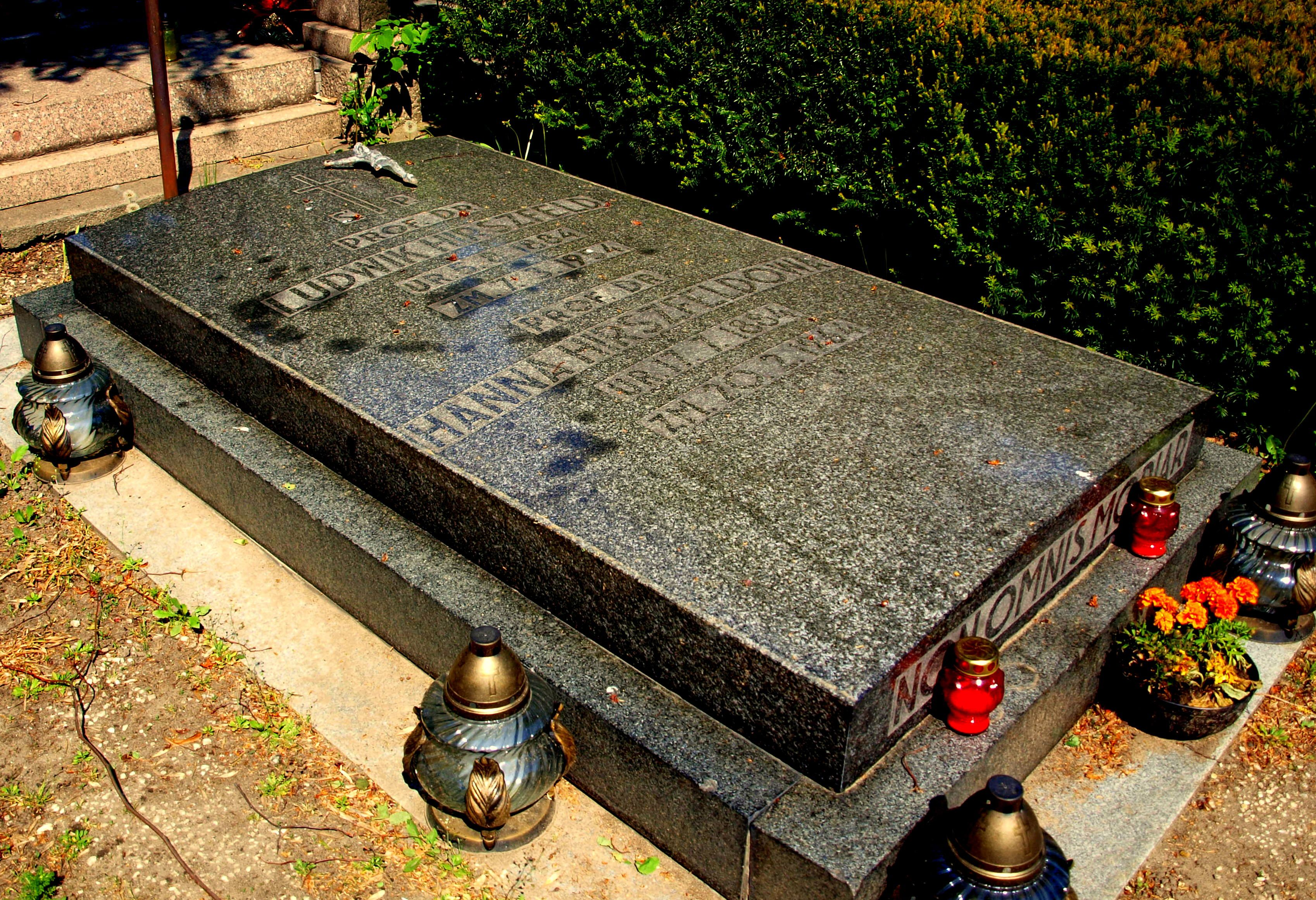
La seva tomba al cementiri St. Laurent de Wrocław

La seva família era d'origen jueu i ell es va convertir al catolicisme. Va estudiar medicina a Alemanya, el 1902 entrà a la Universitat de Würzburg i el 1904 passà a Berlín. Va fer la seva tesi doctoral amb el títol, "Über Blutagglutination," el 1907, A l'Institut del càncer de Heidelberg treballà amb E. von Dungern.
El 1914 Hirszfeld va ser fet acadèmic i va llegir una dissertacó sobre anafilaxi i anafilatoxina i la seva relació amb la coagulació. A l'hospital de Tessalònica descobrí el bacil "Salmonella paratyphi" C, actualment anomenat "Salmonella hirszfeldi."
El 20 de febrer de 1941 Hirszfeld va ser obligat a desplaçar-se al Ghetto de Varsòvia junt amb la seva esposa i filla. Allà organitzà campanyes de vacunació contra el tifus. El 1943 ell i la seva família aconseguiren escapar del ghetto, però la seva filla morí de tuberculosi el mateix any.
Hirszfeld i von Dungern van ser els responsables de donar nom als tipus de sang A, B, AB, i O; anteriroment es coneixien com a grups I, II, III, i IV. Ell va proposar l' A i la B dper les aglutinines. Segons la seva "Teoria de les Plèiades" dels grups sanguinis, els altres grups provenien d'un arcaic grup O en el curs de l'evolució.
Hirszfeld va ser el primer a preveure el conflicte serològic entre la mare i el fill confirmat pel factor Rhesus.